# Hulodes caranea
Hulodes caranea là một loài bướm đêm thuộc họ Erebidae. Nó được tìm thấy ở Hồng Kông tới Queensland và New Guinea, it is also có ở the Marianas và Carolines.
Sải cánh dài khoảng 90 mm.
Ấu trùng ăn các loài Acanthaceae và Apocynaceae.

## Hình ảnh

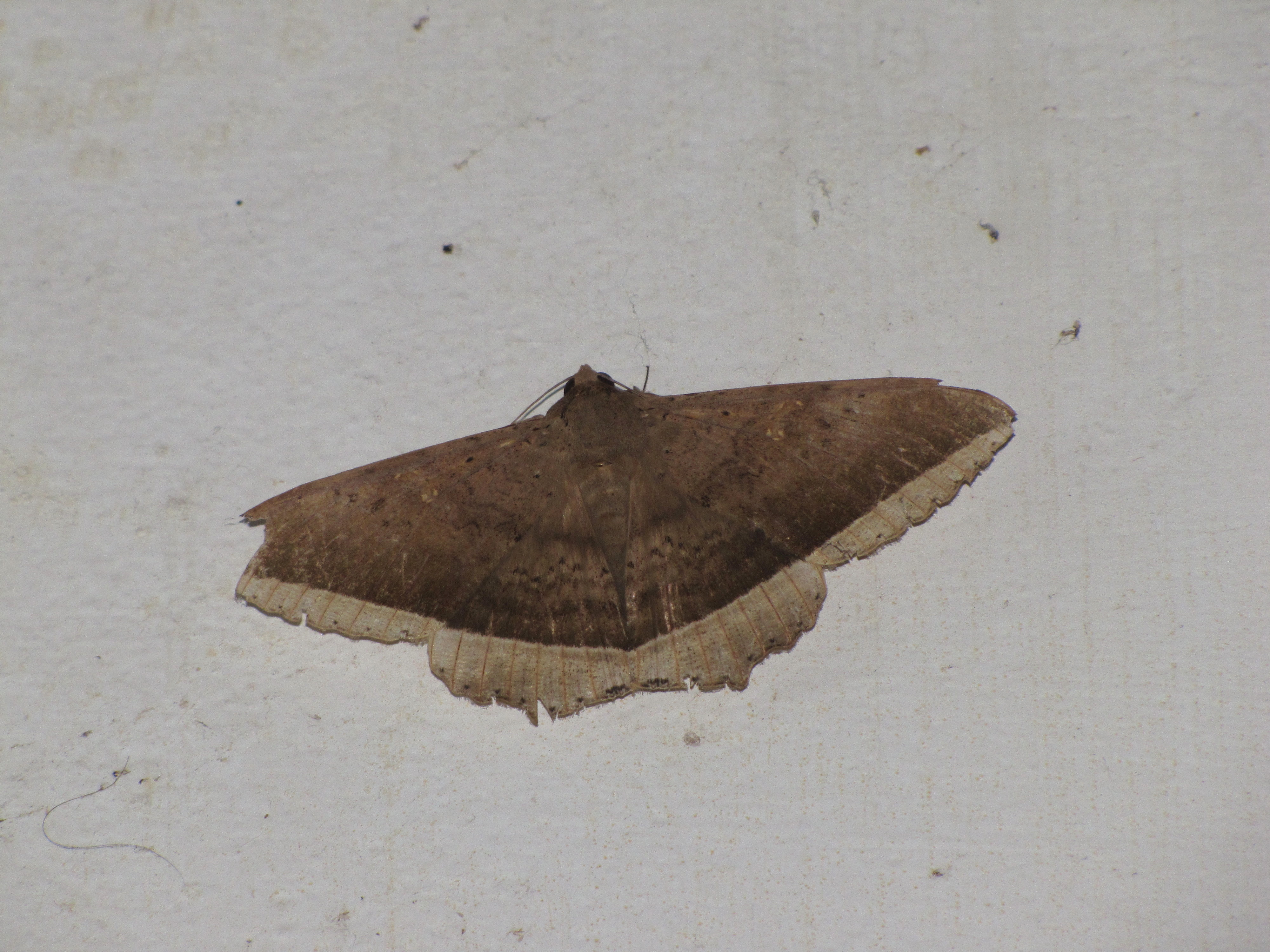
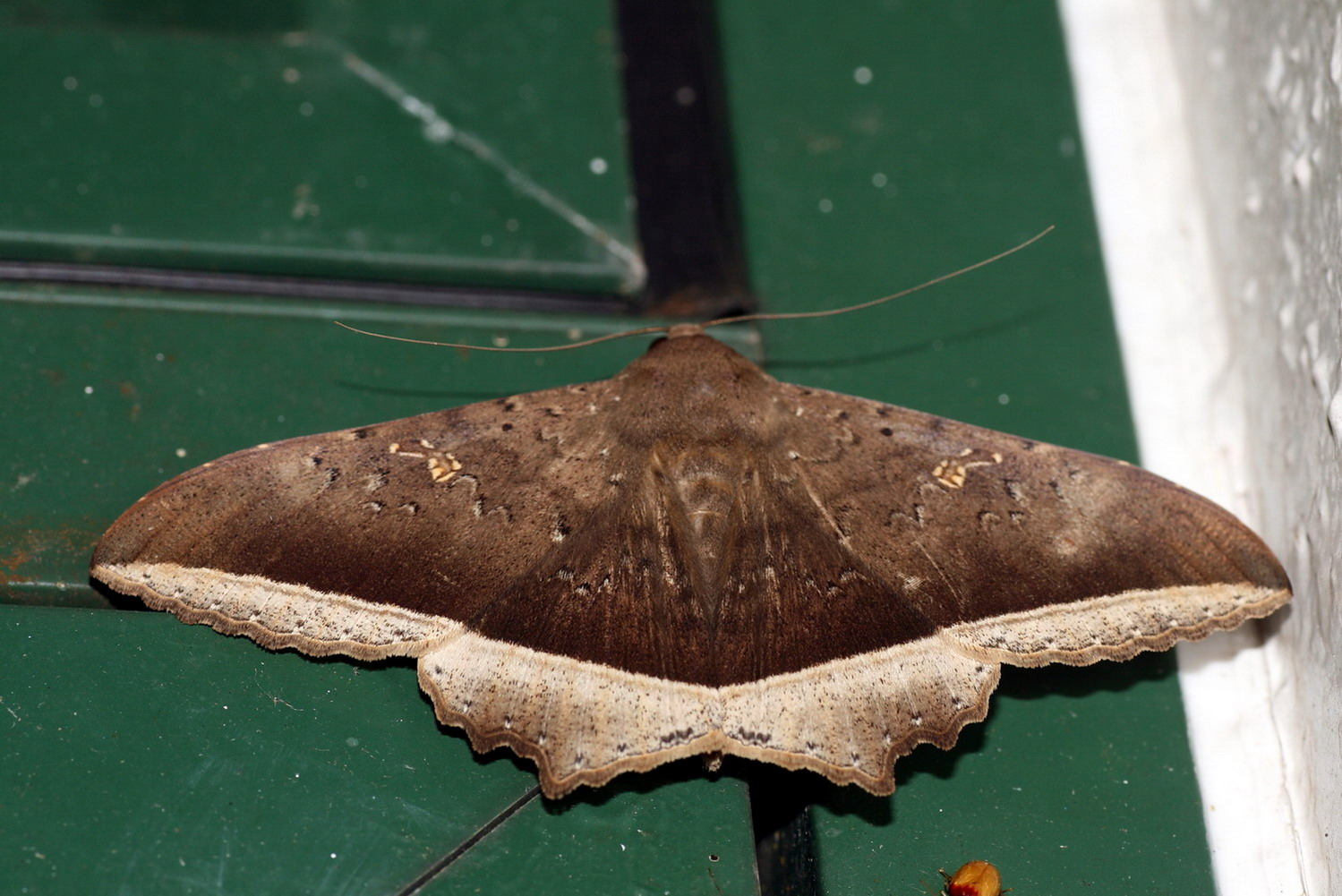
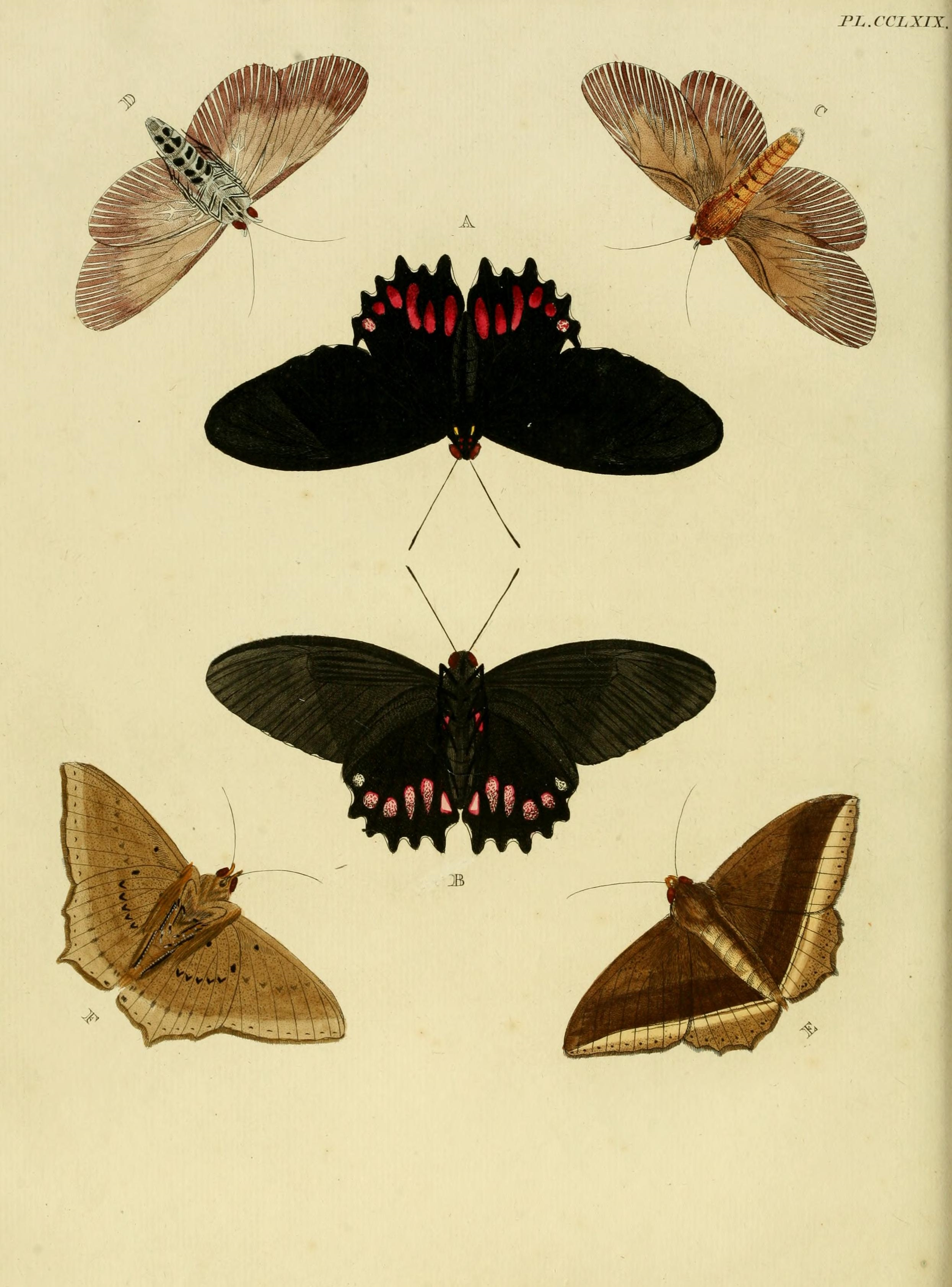